# Sławomir Kuszczak
Sławomir Wojciech Kuszczak (ur. 1966 w Rawiczu) – polski artysta, malarz, rysownik, grafik i nauczyciel akademicki Uniwersytetu Artystycznego w Poznaniu. Profesor sztuk plastycznych. Dwukrotny stypendysta Ministerstwa Kultury i Sztuki.

## Życiorys
Urodził się w 1966 roku w Rawiczu. Studiował malarstwo (PWSSP) i grafikę (Akademia Sztuk Pięknych w Lublanie). Malarstwo ukończył z wyróżnieniem (Pracownia Malarstwa prof. Jana Świtki). Od 1990 pracuje w Państwowej Wyższej Szkole Sztuk Plastycznych w Poznaniu (przemianowanej na Akademię Sztuk Pięknych, a w 2010 na Uniwersytet Artystyczny w Poznaniu). W 2003 został kierownikiem Pracowni Rysunku Anatomicznego.

## Wystawy
Swoje prace od 1989 roku prezentował na kilkudziesięciu indywidualnych i zbiorowych wystawach w kraju (m.in. w Poznaniu, Gnieźnie, Mosinie, Lesznie i w Szczecinie) oraz zagranicą (m.in. w Niemczech, Szwajcarii, Holandii i na Białorusi).